# Дубровный (посёлок)
Дубровный — посёлок в городском округе Богданович Свердловской области. Управляется Чернокоровским сельским советом.

## География
Населённый пункт расположен между озёрами Травяное и Дубровное в 9 километрах на восток от административного центра округа — города Богданович при одноимённом остановочном пункте Транссибирской магистрали.

### Часовой пояс
Полдневой, как и вся Свердловская область, находится в часовой зоне МСК+2. Смещение применяемого времени относительно UTC составляет +5:00.

## Население
| 2002 | 2010 | 2021 |
| ---- | ---- | ---- |
| 17   | ↘14  | ↘2   |